# 식성
식성(食性)은 동물이 어떤 종류의 먹이를 먹느냐 하는 것을 가리킨다. 먹이는 동물이 생명을 유지하기 위해 필요한 에너지와 신체를 구성하는 데 필요한 물질을 공급해 주는 원동력이다. 따라서 먹이를 취하는 일은 동물의 생활에 있어서 가장 기본적인 일이다. 그리하여 먹이를 얻기 위하여 풀을 먹는 산토끼를 여우가 잡아먹는다든가 또는 같은 종류의 먹이를 먹는 동물 사이에 경쟁이 일어나는 등의 관계가 생기는 것이다. 이 때 동물이 섭취하는 음식물, 즉 동물의 입에 들어가기 전까지의 것을 '먹이'라고 하면, 먹이 속에 들어 있는 포도당·녹말 ·지방·단백질 등과 같은 것을 '영양분'이라고 한다. 동물의 먹이에 관하여 중요한 것은 (1) 어떤 종류의 먹이를 먹느냐 (2) 먹이를 어떻게 하면 얻는가 (3) 어떤 식으로 먹는가라는 세 가지 사항이다.

## 정의
동물이 어떤 종류의 먹이를 먹느냐 하는 것을 '식성'이라고 한다. 토끼나 메뚜기처럼 식물을 먹는 것을 '초식성', 호랑이가 사마귀처럼 다른 동물을 먹는 것을 '육식성'이라고 한다. 또 일본원숭이 따위는 식물도 먹지만 곤충 같은 작은 동물도 먹으므로 이것을 '잡식성'이라고 한다.
그러나 먹이에 따른 동물의 식성이 그렇게 엄밀하게 구별되는 것은 아니다. 일반적으로 육식 동물로 생각되는 동물이 뜻밖에 식물을 먹기도 한다.
예를 들어, 시베리아산 검은담비는 가장 값비싼 모피 짐승의 하나인데, 이 동물은 주로 들쥐류·다람쥐류·토끼·조류 등을 먹고 사나, 히말라야삼목의 솔방울이 주식과 같은 역할을 하기도 한다. 그렇기 때문에, 큰 산불로 인해 키가 큰 히말라야삼목이 대량 타죽으면, 이 나무의 솔방울을 먹는 검은담비나 다람쥐 등이 그 지방에서 자취를 감추어버리게 된다(새로운 젊은 나무가 솔방울을 맺게 될 때까지는 100년이 걸린다고 한다).
한편 순록의 주식은 꽃이끼이지만, 물고기와 작은 동물을 먹기도 하며, 말·소·양·염소는 초식동물인데도 곤충 등을 먹기도 한다.
크게 세 가지로 구분한 동물의 식성은 먹이에 따라 다시 세분할 수 있다. 즉, 초식성 동물이든 육식성 동물이든 특정한 것을 주식으로 삼기도 하나, 여러 종류를 다양하게 먹이로 하는 종류도 적지 않다. 또한 육식 동물의 경우, 대형·중형의 포유류를 잡아먹는 호랑이나 사자 등은 지렁이·곤충 등을 먹는 두더지나 고슴도치의 경우와 똑같은 육식 동물이라고 해도, 먹이 연쇄의 입장에서 보면 먹고 먹히는 관계로 구분된다.
또한, 식성에는 동물이 떨어뜨린 대변을 먹는 '분식성(糞食性)'도 있는데 금풍뎅이 등 풍뎅이과의 딱정벌레가 그 예이다. 또 동물의 시체를 먹는 대머리수리 등은 '시식성(屍食性)'이라 부른다. 송장벌레·숫지렁이 등은 시식성 곤충으로, 이들은 '자연계의 청소부'라고 할 수 있다.

## 분포
동물 중에는 단 한 종류만 먹는 동물이 있다. 이러한 식성을 '단식성'이라고 한다. 또, 극히 적은 수의 종류만을 먹이로 삼는 것을 '협식성'이라고 한다. 협식성의 경우 먹이가 되는 생물은 분류학적으로 매우 가까운 종류의 것으로, 보통 같은 속(屬)인 경우가 많다. 이에 대하여 여러 종류의 먹이를 취하는 것을 '광식성'이라 한다.
나비류에서는 광식성인 경우를 볼 수 없으나, 극단적으로 먹이의 범위가 넓은 동물도 많다. 예를 들면, 불곰류는 풀·새싹·뿌리·도토리 등을 먹고, 또 곤충과 그 유충·지렁이·연체동물·물고기(연어 등)·개구리·조류와 그 알·포유류(주로 작은 동물) 등 닥치는 대로 먹으므로, 광식성의 대표적인 예라 할 수 있다.

## 같이 보기
- 육식 동물
- 초식 동물
- 잡식 동물